# Graller Petit d'Alsamora
El Graller Petit d'Alsamora, o Graller de les Boixeres, és un avenc de Sant Esteve de la Sarga, al Pallars Jussà, dins de l'àmbit del poble d'Alsamora, d'on pren el nom.
És a 1.465 msnm a la part occidental del Montsec d'Ares, a ponent del cim de la Corona, en el seu vessant nord, però a prop de la carena superior del Montsec, anomenada en aquest lloc Serrat de la Corona. És un xic al sud de l'Avenc de les Comarques i al nord-oest del Graller d'Alsamora.
Obert en terreny calcari del Campanià-Maastrichtià, és una cavitat de poca importància, sobretot si es compara amb els veïns Avenc de les Comarques i Graller d'Alsamora.